# Luciano Troja
Luciano Troja (Messina, 6 luglio 1963) è un pianista e compositore italiano.
Pianista attivo sia individualmente che con il quartetto di musicisti Mahanada (Luciano Troja, piano; Giancarlo Mazzù, voce, chitarra, tamburello, liraki, flauti di legno; Carlo Nicita, flauti, bansuri, percussioni e Carmelo Coglitore, basso clarinetto, soprano sax, batteria) dal 2003 e con all'attivo nove album.

## Biografia
Nato a Messina nel 1963, autodidatta sin dall'infanzia, si laurea in giurisprudenza (il padre è un noto penalista), ma oltre ad esercitare la professione di avvocato non smette tuttavia di coltivare parallelamente il suo sogno di diventare musicista ed è allievo del pianista palermitano Salvatore Bonafede, quindi per un periodo studia piano a New York con il pianista statunitense Richard Beirach.

### Riconoscimenti
- At Home With Zindars - Luciano Troja (2010)

"Record To Die For 2011" - Stereophile Magazine (USA)
"10°Independent Music Awards" - Nomination Best Tribute Album 2010 (USA)
"Critic's Choice: Top Ten Albums of 2010" Cadence Magazine (USA)
"10 Best New Songs of 2010" Earl and Bill di Luciano Troja, su Ken Franckling's Jazz Notes (USA)
- Il CD Taranta's Circles è stato votato Critic's Choice Top Ten 2006 dalla rivista specializzata americana Cadence.
- Il CD “Seven Tales About Standards” è stato votato “Los 10 Favoritos CD del 2006” dal jazz magazine argentino El Intruso.

## Discografia
- At Home With Zindars - Luciano Troja (Luciano Troja, 2010)
- Seven Tales About Standards Vol.2 - Luciano Troja e Giancarlo Mazzù (Splasc(H) Records, 2009)
- My Funny Valentine - Rosalba Lazzarotto (Wide Sound, 2008)
- Mannahatta - Mahanada (Splasc(H) Records, 2008)
- Jazz On The Beach Vol.1 - AA.VV.(Wide Sound, 2007)
- Seven Tales About Standards - Luciano Troja e Giancarlo Mazzù (Splasc(H) Records, 2006)
- Double Rainbow - Rosalba Lazzarotto (Wide Sound, 2006)
- Taranta's Circles - Mahanada (Splasc(H) Records, 2005)
- [uno] - Mahanada (Ethnoworld, 2004)
- …travels - Jazz Travels Group (Autoproduzione, 2003)

## Concerti
Ha tenuto concerti in Italia, Grecia, Inghilterra, Lituania, Stati Uniti. In particolare a New York si è esibito presso la Casa Italiana Zerilli-Marimò della New York University, e al Bowery Poetry Club, ABC-No Rio, Sidewalk Cafe, Louis 649, Metropolitan Room.